# Campionato caraibico di calcio 1988
Il Campionato caraibico di calcio 1988 (CFU Championship 1988) fu la sesta edizione del Campionato caraibico di calcio (successivamente chiamata Coppa dei Caraibi), competizione calcistica per nazione organizzata dalla CFU. La competizione si svolse in Martinica dal 5 luglio al 9 luglio 1988 e vide la partecipazione di quattro squadre: Antigua e Barbuda, Guadalupa, Martinica e Trinidad e Tobago.
La CFU organizzò questa competizione come CFU Championship dal 1978 al 1988; dal 1989 al 1990 sotto il nome di Caribbean Championship; dall'edizione del 1991 a quella del 1998 cambiò nome e divenne Shell Caribbean Cup; le edizioni del 1999 e del 2001 si chiamarono Caribbean Nations Cup; mentre dal 2005 al 2014 la competizione si chiamò Digicel Caribbean Cup; nell'edizione del 2017 il suo nome è stato Scotibank Caribbean Cup.

## Formula
- Qualificazioni

Martinica (come paese ospitante e detentore del titolo) è qualificata automaticamente alla fase finale. Rimangono 8 squadre, divise in due turni di qualificazione. Giocano partite di andata e ritorno, le prime tre classificate si qualificano alla fase finale.
- Fase finale

Girone unico di 4 squadre, giocano partite di sola andata. La vincente si laurea campione CFU.

## Squadre partecipanti
| Pr. | Squadra           | Data di qualificazione certa | Partecipante in quanto                                         | Partecipazioni precedenti al torneo | Ultima presenza      |
| --- | ----------------- | ---------------------------- | -------------------------------------------------------------- | ----------------------------------- | -------------------- |
| 1   | Martinica         | -                            | Rappresentativa della nazione organizzatrice della fase finale | 2 (1983, 1985)                      | Barbados 1985        |
| 2   | Guadalupa         | -                            | Vincente del Secondo Turno della fase finale di qualificazione | 2 (1981, 1985)                      | Barbados 1985        |
| 3   | Antigua e Barbuda | 20 marzo 1988                | Vincente del Secondo Turno della fase finale di qualificazione | 2 (1978, 1983)                      | Guyana francese 1983 |
| 4   | Trinidad e Tobago | 8 maggio 1988                | Vincente del Secondo Turno della fase finale di qualificazione | 4 (1978, 1979, 1981, 1983)          | Guyana francese 1983 |

Nella sezione "partecipazioni precedenti al torneo", le date in grassetto indicano che la nazione ha vinto quella edizione del torneo, mentre le date in corsivo indicano la nazione ospitante.

## Fase finale

### Girone unico
| 5 luglio 1988 | Trinidad e Tobago | 3 – 0 | Guadalupa |  |

| 5 luglio 1988 | Martinica | 2 – 2 | Antigua e Barbuda |  |

| 7 luglio 1988 | Antigua e Barbuda | 1 – 1 | Trinidad e Tobago |  |

| 7 luglio 1988 | Martinica | 2 – 1 | Guadalupa |  |

| 9 luglio 1988 | Antigua e Barbuda | 0 – 0 | Guadalupa |  |

| 9 luglio 1988 | Martinica | 0 – 3 | Trinidad e Tobago |  |

| Pos | Squadra           | P.ti | G | V | N | P | GF | GS | DR |
| --- | ----------------- | ---- | - | - | - | - | -- | -- | -- |
| 1   | Trinidad e Tobago | 5    | 3 | 2 | 1 | 0 | 7  | 1  | +6 |
| 2   | Antigua e Barbuda | 3    | 3 | 0 | 3 | 0 | 3  | 3  | 0  |
| 3   | Martinica         | 3    | 3 | 1 | 1 | 1 | 4  | 6  | -2 |
| 4   | Guadalupa         | 1    | 3 | 0 | 1 | 2 | 1  | 5  | -4 |